# Ekhov

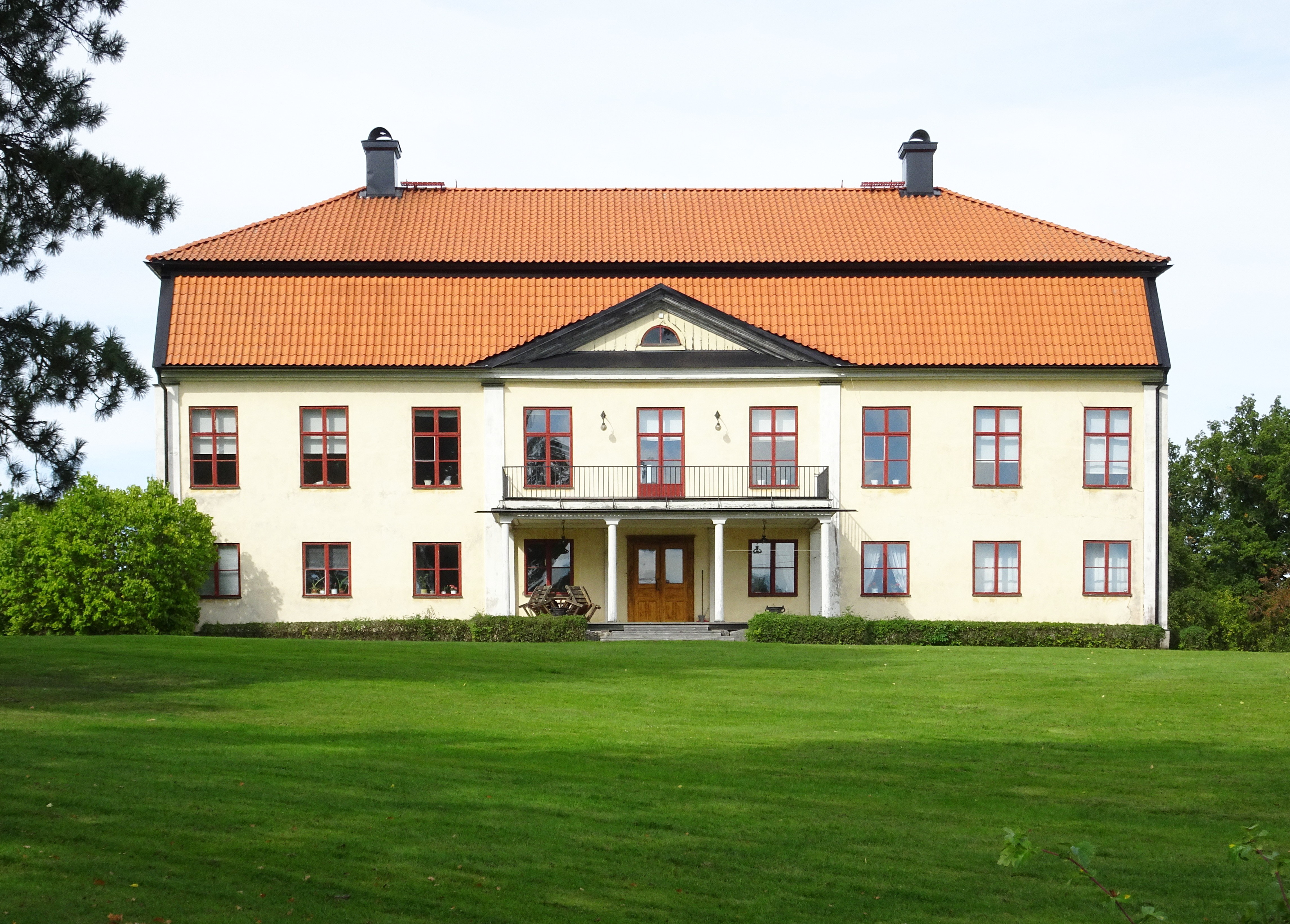
Ekhovs huvudbyggnad mot sydost, september 2021.

Ekhov (äldre stavning Ekhof) är en herrgård och tidigare säteri i Björnlunda socken cirka två kilometer norr om samhället Björnlunda i Gnesta kommun, Södermanland. Gården ligger på en udde i Storsjön. Ekhov kallades ursprungligen Ånhammar och bör ej förväxlas med Ånhammar säteri i Gryts socken.

## Historik

### Forntid och medeltid
Platsen var bebodd redan under forntiden som flera gravfält direkt väster om gårdsbebyggelsen vittnar om. Det största består av ett 60-tal högar och 10 högar. Kring gården finns även hällristningar i form av skålgropar och på egendomens norra del, vid torpet Öja (Öja Bro), påträffades delar av den drygt tre meter höga runstenen Södermanlands runinskrifter 7 som restes efter en person kallad Björn. Enligt sägnen skall en man vid namnet Björn vara begravd på platsen och det lär vara han som byggt Björnlunda kyrka, vilken därav fått sitt namn. Ekhov omnämns i skrift 1313 in Vnambre, 1402 innan Wnhamrar och 1543 Åhnhammar.

### Gårdens historia

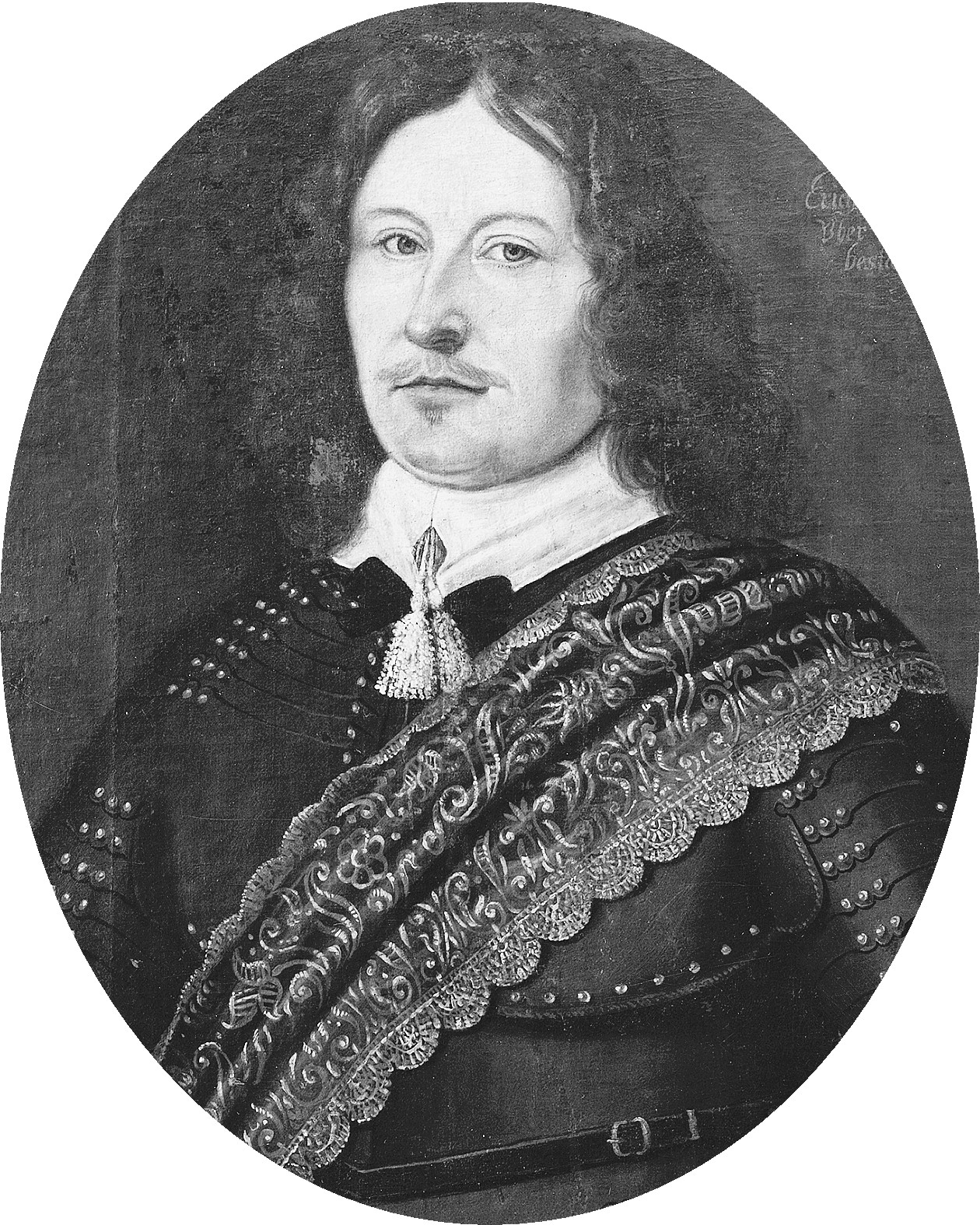
Erik Kruse af Kajbala, gårdens andra ägare.

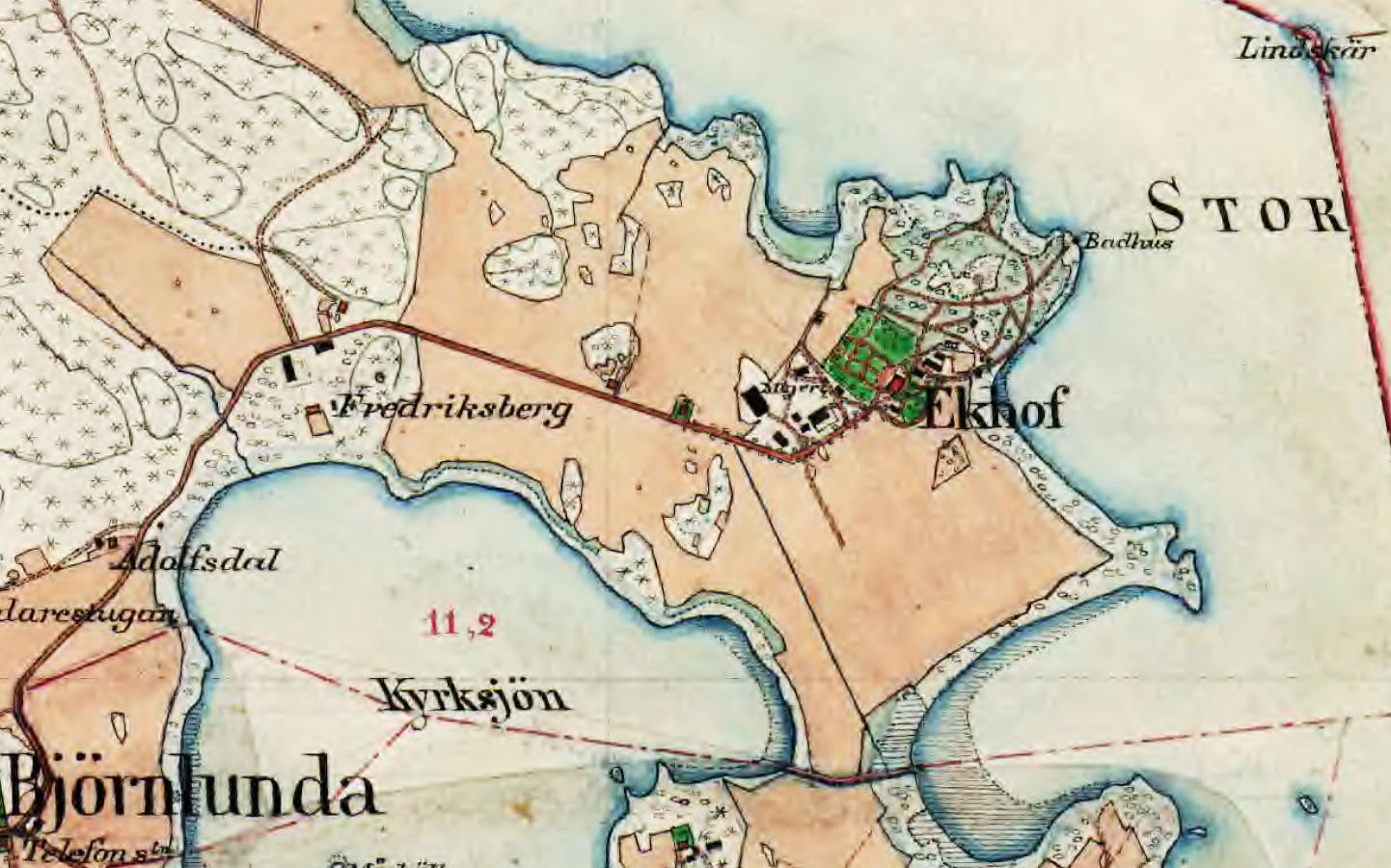
Ekhof på 1890-talet.

Den nuvarande gårdens historia finns nedtecknad från 1500-talet. 1566 köpte Sigvard Månsson Kruse af Elghammar (1578–1624) ett av de två skattehemman som hörde till byn. Gården blev då frälse. Hans son, generalen och guvernören Erik Kruse af Kajbala (1616-1665), fick år 1653 skattefrihet för gården och byggde sig ett säteri vilket ursprungligen kallades Ånhammar. Stället ärvdes av sonen Carl Gustaf Kruse (1651–1732) och var i släkten Kruses ägo fram till 1720 då Carl Kruses hustru, Charlotta Catharina, sålde egendomen under makens fångenskap i Ryssland efter slaget vid Poltava.  
Ny ägare till Ånhammar blev änkefru Belau (eller Below) och egendomen började nu benämnas Ekhammarshof eller Ekhof. Därefter tillföll egendomen hennes svärson Gudmund Adelberth. Hedvig Charlotta von Fuhrman, barnbarn till Below, gifte sig 1768 med Ture Johan Bielke på Ekhov. Ture Bielke lät omkring år 1790 uppföra nuvarande huvudbyggnad, som stod klar 1792. 
Ture Bielke var inblandad i komplotten vid mordet på Gustaf III 1792. För att inte bli rannsakad och dömd tog han sitt eget liv genom att ta gift. Bielkes änka levde kvar på gården till 1795. Bland senare ägare kan nämnas von Baumgarten (1799), greve Cl. Wachtmeister (1816), Edlund (1825), Lönnerberg (1849) och Aspelin (1856). Efter 1926 ägdes gården av familjen Björling och 1978 förvärvades Ekhov av Johan och Lena Rinman. 
Idag (2020) ägs och drivs gården som aktiebolaget Ekhov Säteri AB av familjen Rinman. Ekhov är en spannmålsgård men en äggproducent kallad Äggaboden är också en viktig del i gårdens verksamhet. Man har även fastigheter med uthyrning av ett tiotal bostäder samt skogsbruk på 160 hektar. Gårdens ägor omfattar cirka 678 hektar, sträcker sig åt nordväst och innefattar även ett större vattenområde i Storsjön samt norra halvan av Kyrksjön.

### Gårdens bebyggelse

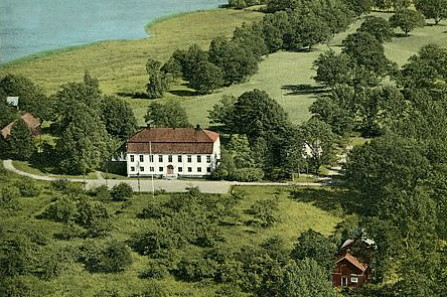
Huvudbyggnaden på 1950-talet.

Ekhovs corps de logi uppfördes 1790–1792 på den ursprungliga bytomten, när Ture Bielke ägde gården. Bebyggelsen är belägen på en landtunga mellan Storsjön och Kyrksjön som ursprungligen hängde ihop via ett sund söder om gården. Genom landhöjningen blev det två separata sjöar som numera har förbindelse med varandra enbart genom Kyrksjöån. 
Mangården är en reveterad träbyggnad uppfört i två våningar med nio fönsteraxlars längd och huvudfasaden med entréporten vänd mot nordväst. Fasaderna är gulvit putsade under ett brutet och valmat sadeltak. Fasaden mot sydost accentueras av en tre fönsteraxlars bred frontespis med fronton över en kolonnburen altan. 
Åt sydost flankeras huvudbyggnaden av två fristående, gulmålade flyglar. De är troligen av äldre datum och är panelade trähus i 1½ våningar under brutna sadeltak. Ursprungligen var de endast en våning höga. Gårdens ladugårdar ligger vid allén sydväst om mangården. Ett litet stycke österut, vid Storsjöns strand återfinns brygghuset som gav Brygghusviken sitt namn. 
Framför huvudbyggnaden åt nordväst utbredde sig tidigare en numera försvunnen fruktträdgård. På udden norr om mangården fanns en engelsk park med slingrande vägar samt ett badhus vid vattnet som gav upphov till namnet Badhusudden. Under Ekhov lydde flera torp, bland dem Fredriksberg vid Kyrksjön och Öja, ursprungligen ½ mantal frälse, vid Storsjön. Öja nedlades redan på 1800-talets slut. Öjas gamla bytomt är en fornlämning med RAÄ-nummer: Björnlunda 233:1.

### Bilder

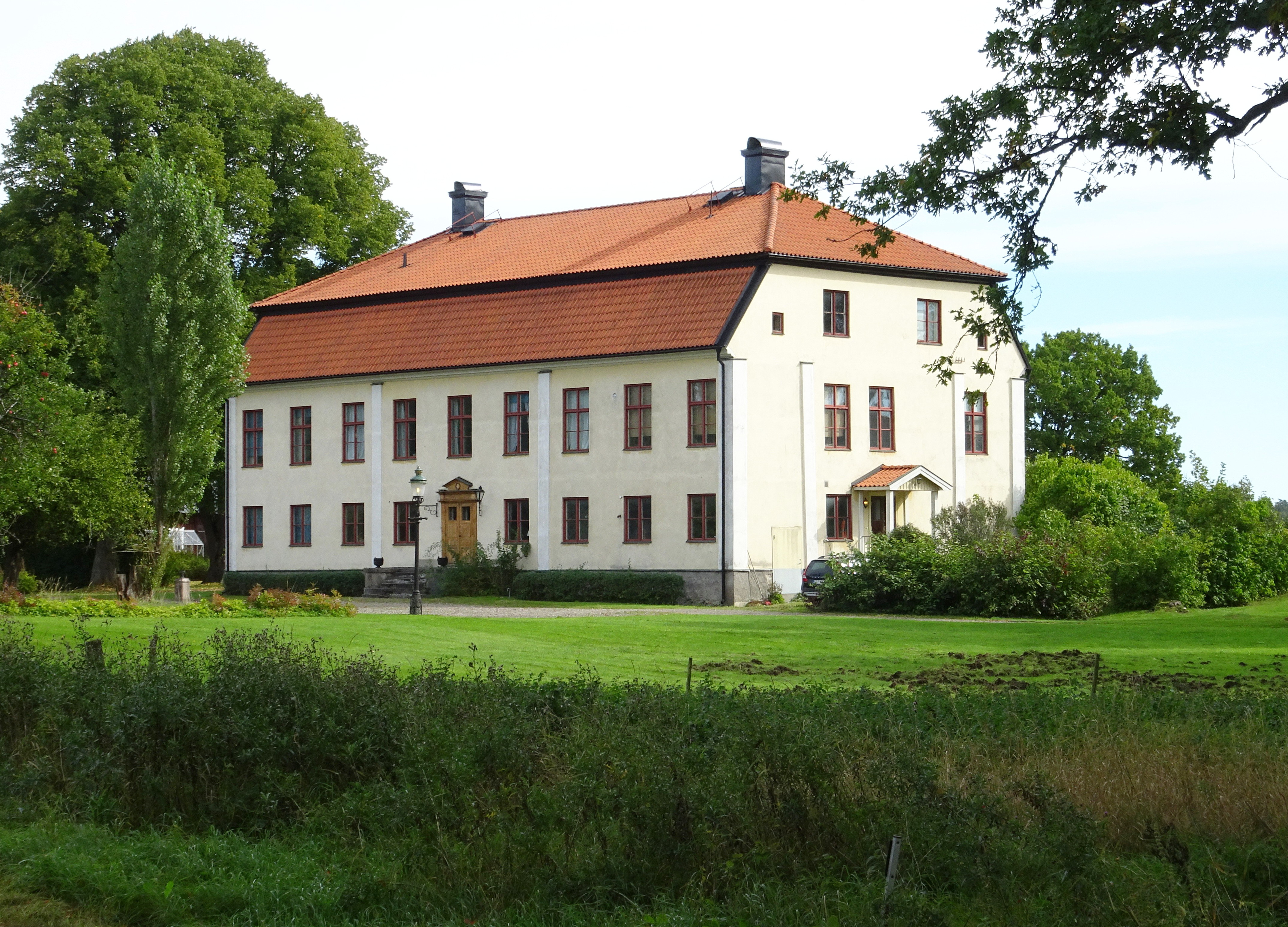
Huvudbyggnaden mot nordväst.
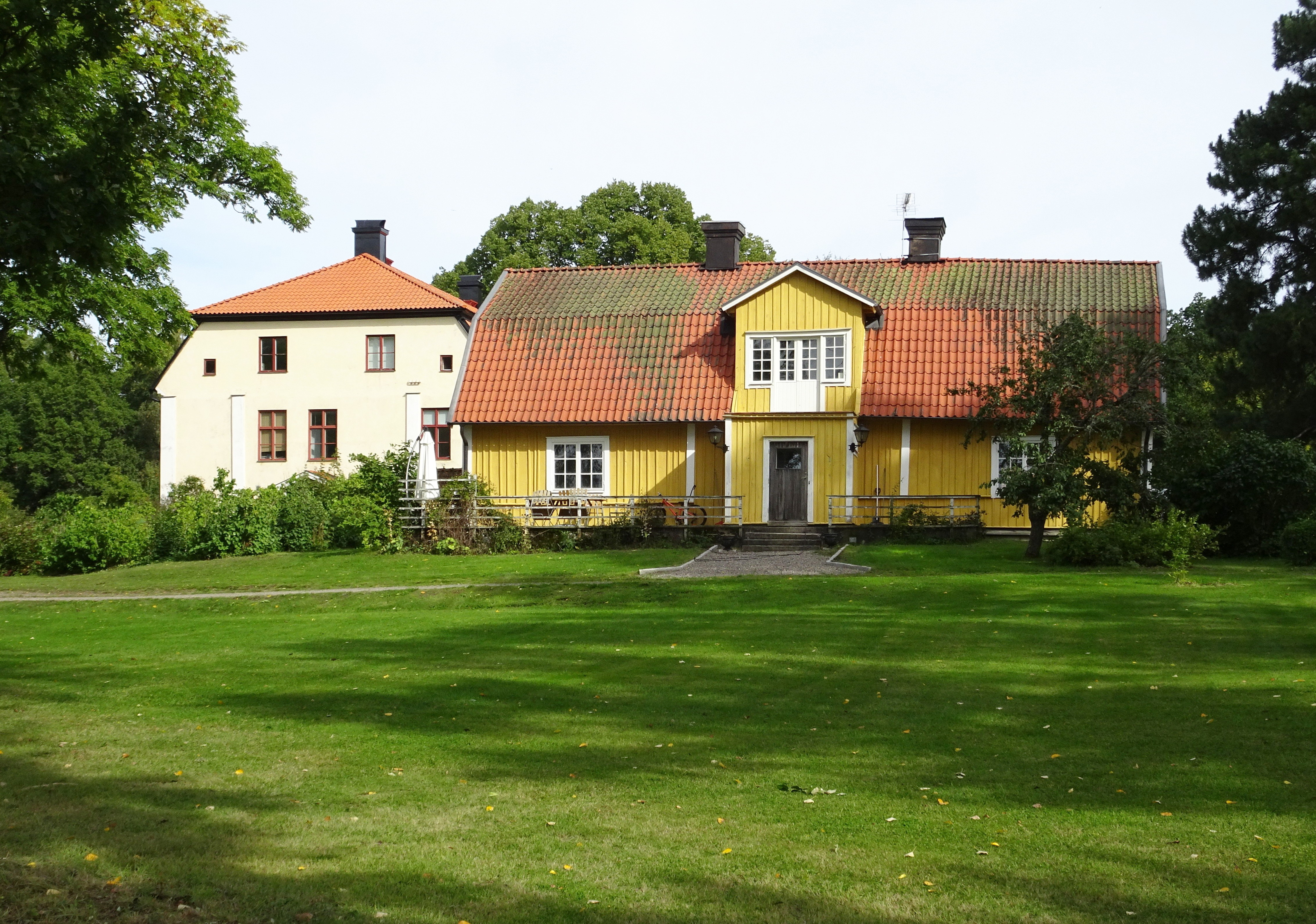
Sydvästra flygeln.
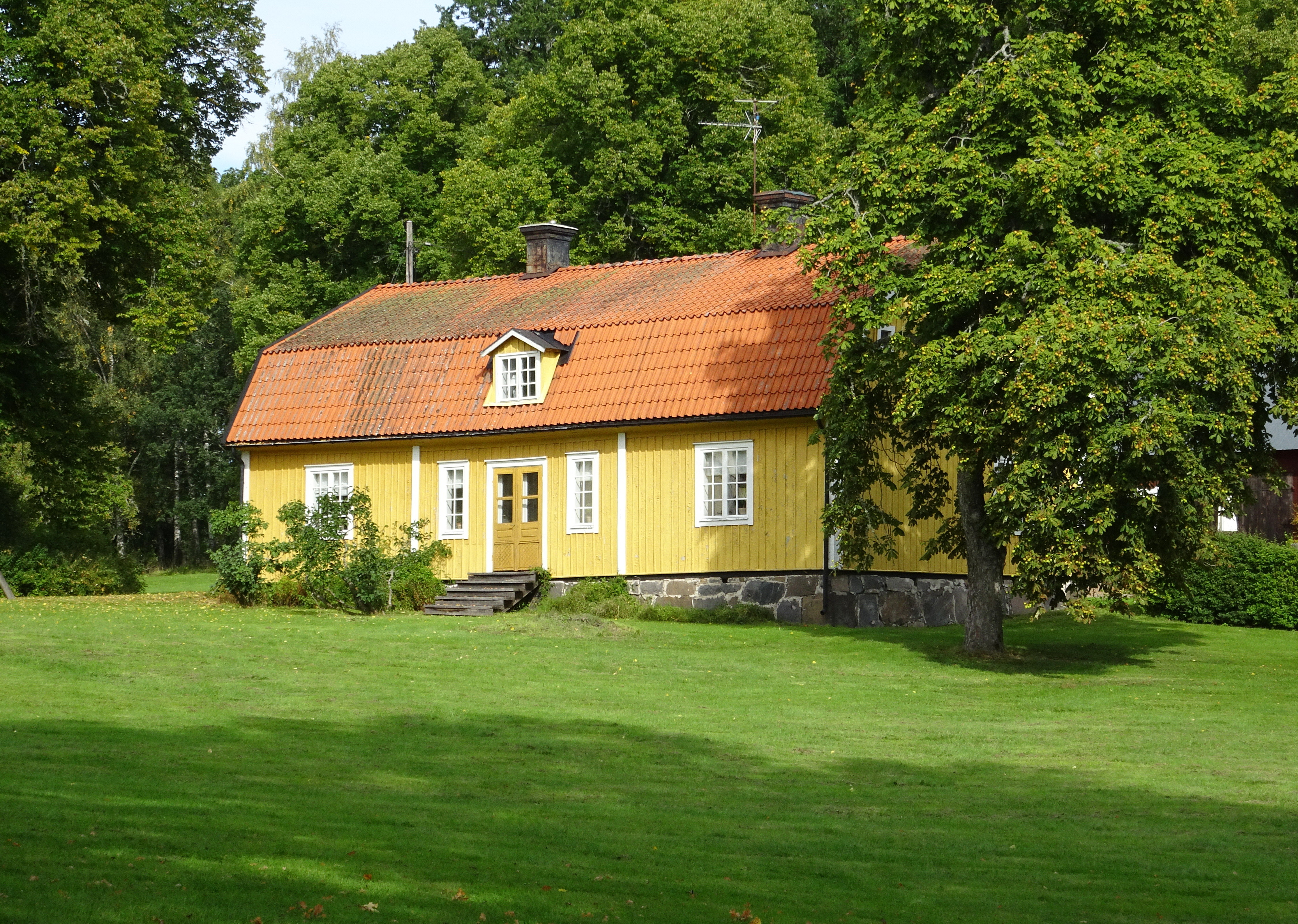
Nordöstra flygel.
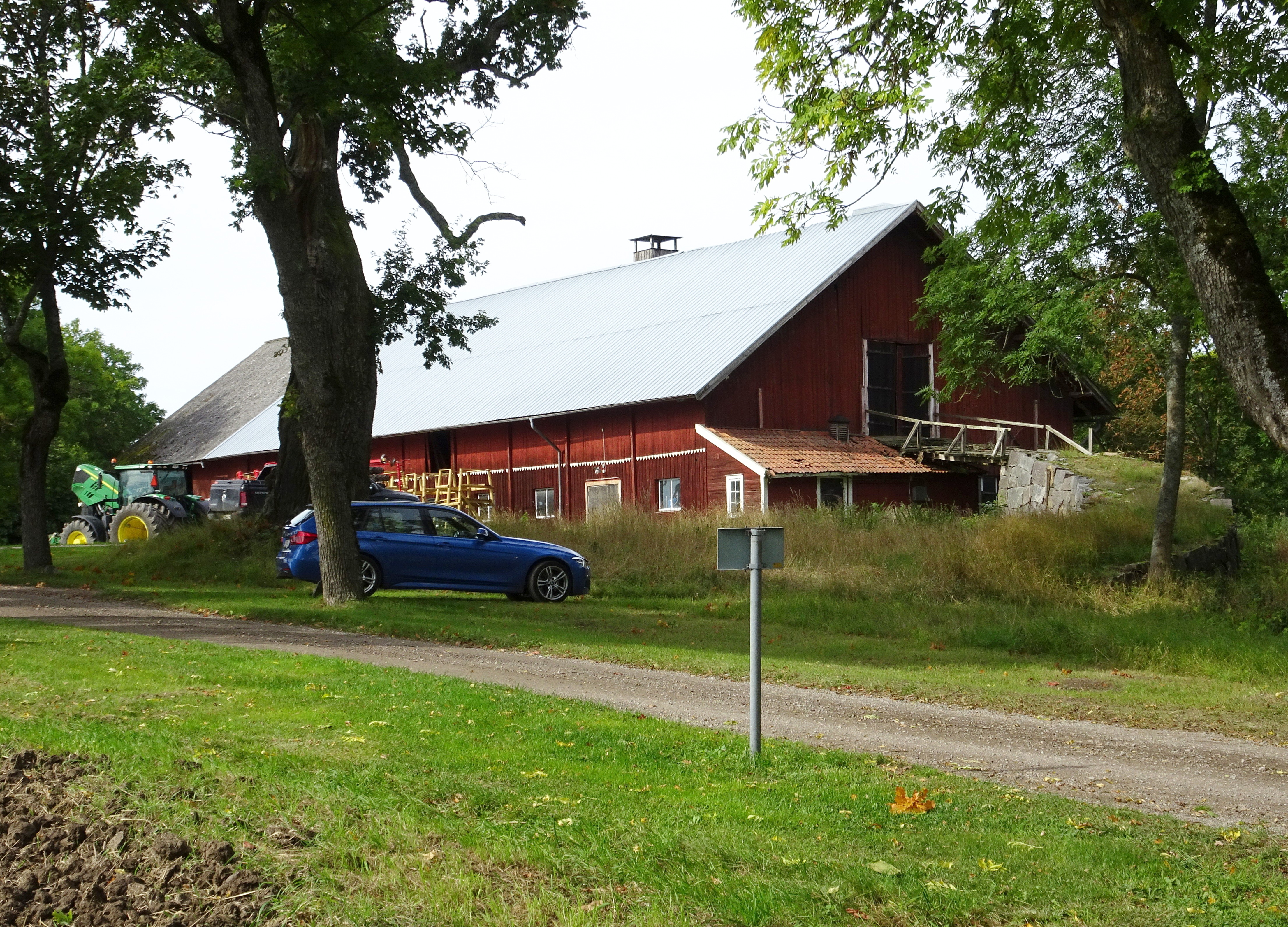
Stora ladugården.
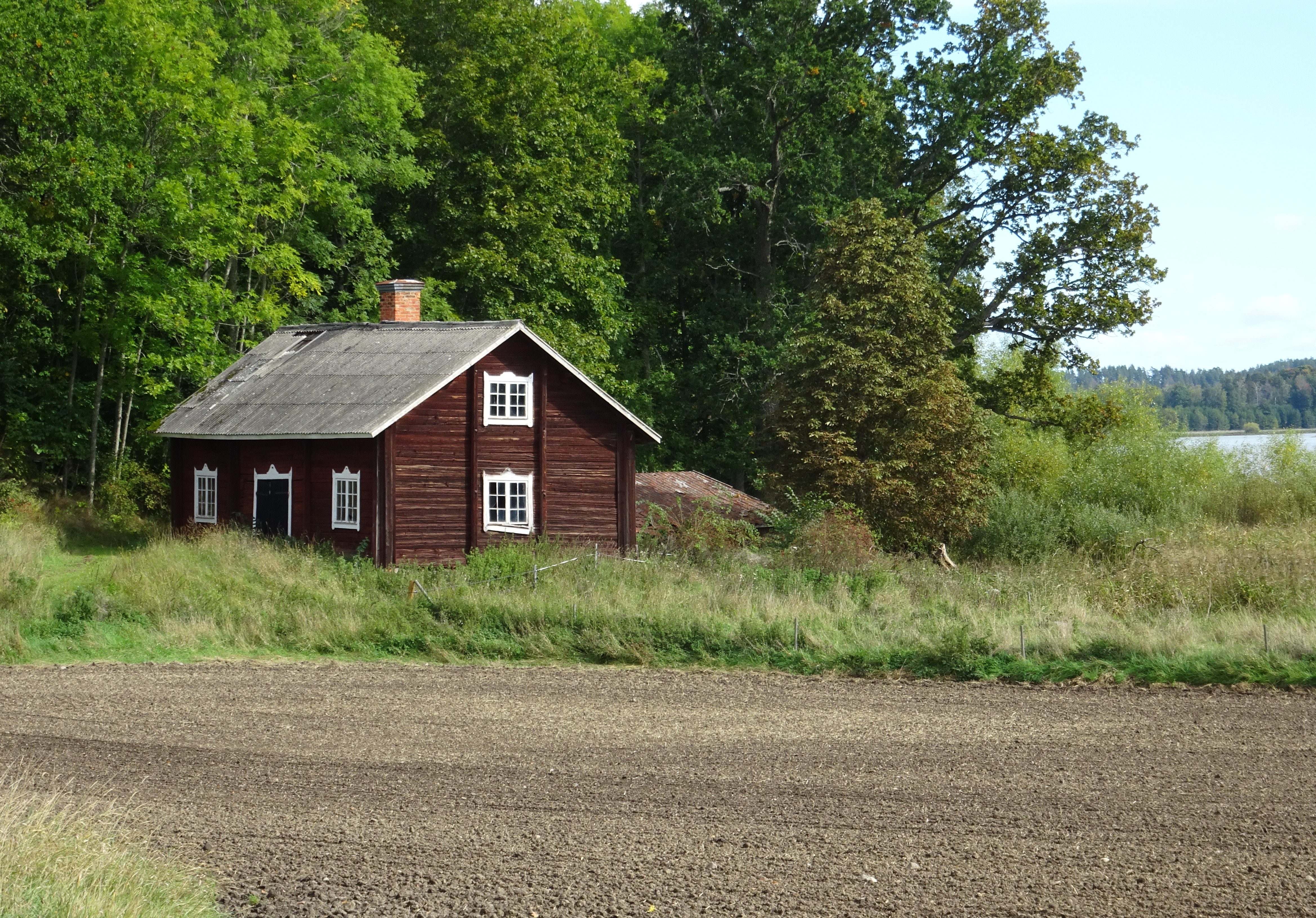
Brygghuset.